# سوزان ایگلی
سوزان ایگلی (انگلیسی: Susan Yeagley؛ زادهٔ ۲۷ فوریهٔ ۱۹۷۱) هنرپیشه اهل ایالات متحده آمریکا است. وی از سال ۱۹۹۹ میلادی تاکنون مشغول فعالیت بوده‌است.

## فیلم‌شناسی
- Mascots (2016)
- Big Time Rush (2012) (یک اپیزود)
- پارک‌ها و تفریحات (۲۰۰۹–۲۰۱۵) (نه اپیزود)
- قواعد نامزدی (۲۰۰۹–۲۰۱۲) (پنج اپیزود)
- 'Til Death (2006)
- زیاد ذوق‌زده نشو (۲۰۰۵)
- Best Week Ever (2004) (مجموعه تلویزیونی)
- The Soup (2004) (مجموعه تلویزیونی)
- ظلم تحمل‌ناپذیر (2003) (uncredited)
- Reno 911! (۲۰۰۳) (دو اپیزود)
- Sabrina, the Teenage Witch (2003)
- Miracles (2003)
- بخش فوریت‌های پزشکی (۲۰۰۲)
- Everybody Loves Raymond (2002)
- The District (2001)
- دنیای مالکوم (۲۰۰۰)
- تقریباً مشهور (۲۰۰۰)
- کایوت آگلی (۲۰۰۰)
- دوستان (۲۰۰۰)
- Providence (2000)
- Jesse (1999) (دو اپیزود)
- خط صورتی نازک (۱۹۹۸)